# مهاتما أوتو
مهاتما أوسمانو أوتو (بالإنجليزية: Mahatma Otoo) (مواليد 6 فبراير 1992) هو لاعب كرة قدم غاني. حصل على لقب هداف الدوري الغاني الممتاز في موسم 2012-2013 بتسجيله 20 هدفًا.

## إحصائيات
آخر تحديث 25 أكتوبر 2014.
| الموسم        | النادي        | الدرجة                  | الدوري | الدوري  | الكأس  | الكأس   | المجموع | المجموع |
| الموسم        | النادي        | الدرجة                  | الظهور | الأهداف | الظهور | الأهداف | الظهور  | الأهداف |
| ------------- | ------------- | ----------------------- | ------ | ------- | ------ | ------- | ------- | ------- |
| 2013          | سوغوندال      | الدوري النرويجي الممتاز | 10     | 0       | 0      | 0       | 10      | 0       |
| 2014          | سوغوندال      | الدوري النرويجي الممتاز | 27     | 9       | 3      | 3       | 30      | 12      |
| المجموع الكلي | المجموع الكلي | المجموع الكلي           | 37     | 9       | 3      | 3       | 40      | 12      |

## الألقاب
- الدوري الغاني الممتاز اكتشاف الموسم: 2008 [2]
- الدوري الغاني الممتاز - أفضل لاعب في الموسم: 2009
- الدوري الغاني الممتاز - الهداف: 2012-13
- ألعاب عموم أفريقيا: 2011
- ألعاب عموم أفريقيا - الهداف: 2011

## روابط خارجية
- مهاتما أوتو على موقع الاتحاد الدولي (مؤرشف)  (الإنجليزية)
- مهاتما أوتو على موقع اتحاد تركيا (لاعب) (الإنجليزية)
- مهاتما أوتو على موقع قاعدة بيانات كرة القدم.إي يو (الإنجليزية)
- مهاتما أوتو على موقع ناشيونال فوتبول تيمز (الإنجليزية)
- مهاتما أوتو على موقع Soccerway.com (الإنجليزية)
- مهاتما أوتو على موقع AS.com (الإسبانية)